# Fédération Internationale Féline
Fédération Internationale Féline (FIFe) er et internationalt katteforbund. 42 forbund fra 40 lande er p.t. registreret under FIFe – herunder det danske racekatteforbund, Felis Danica.
FIFe blev stiftet i 1949 af Madam Marguerite Ravel som europæisk organisation for racekatte. Men da en stor brasiliansk katteklub meldte sig ind i 1972, besluttede man i FIFe at blive et internationalt forbund. 
I dag har FIFe medlemmer fra både Europa, Sydamerika og Asien.